# Koszmosz–123
A Koszmosz–123 (oroszul: Космос 123) (DSZ-P1-Ju/6 – oroszul: ДС-П1-Ю/6) a szovjet Koszmosz műhold-sorozat tagja.

## Küldetés
Feladata, hogy kijelölt pályán mozogva mérési etalonként segítse a ballisztikus ellenrakéták felderítését végző lokátorok (radarok) technikai műveleteinek tesztelését. Segítse a légvédelem szerves egységeinek (irányítás, védelmi eszközök riasztása, imitált elfogás és megsemmisítés) összehangolt működését.

## Jellemzői
Az OKB–1 tervezőirodában kifejlesztett és építését felügyelő műhold. Dnyipropetrovszk (oroszul: Днепропетровск), Ukrajnában OKB–586 a Déli Gépgyár (Juzsmas) volt a központja több Koszmosz (DSZ–2/, ДС-2) műhold összeszerelésének. Üzemeltetője a moszkvai MO (Министерство обороны) minisztérium.
1966. július 8-án a Kapusztyin Jar rakétakísérleti lőtérről a KY LC–86/1 indítóállásából egy Koszmosz–2 (63SZ1) típusú hordozórakétával juttatták alacsony Föld körüli (LEO = Low-Earth Orbit), közeli körpályára. Az orbitális egység pályája 91,9 perces, 48,7 fokos hajlásszögű elliptikus pálya, perigeuma 253 kilométer, apogeuma 490 kilométer volt. Hasznos tömege 325 kilogramm.
A Koszmosz–116 programját folytatta. Alakja hengeres, átmérője 1,2 méter, hossza 1,8 méter. A sorozat felépítését, szerkezetét, alapvető fedélzeti rendszereit tekintve egységesített, szabványosított tudományos-kutató űreszköz. Áramforrása kémiai, illetve a felületét burkoló napelemek energiahasznosításának kombinációja (kémiai akkumulátorok, napelemes energiaellátás – földárnyékban puffer-akkumulátorokkal).
1966. december 10-én földi parancsra belépett a légkörbe és megsemmisült.